# Alchemilla zolotuchinii
Alchemilla zolotuchinii es una especie de planta del género Alchemilla, perteneciente a la familia Rosaceae.

## Taxonomía
Alchemilla zolotuchinii fue descrita por Czkalov en 2018.

## Distribución
Se encuentra en el territorio norte de la parte europea de Rusia.